# 24年組
24年組是指日本一群優秀的少女漫畫家
，她們在1970年代開始為少女漫畫開創更新更多元的題材（諸如耽美、SF等等）與畫風，對少女漫畫風格引發巨大的變化。因為這幾位都出生在昭和24年（西元1949年）左右，故被合稱為「24年組」，也被稱為「花之24年組」。
當時竹宮惠子與萩尾望都同住在「大泉沙龍」公寓，少女漫畫家們常於該地聚會，交流切磋，因此大泉沙龍是為24年組發祥地。除了漫畫家，當時參與大泉沙龍活動的還有曾擔任竹宮惠子作品原作的增山法惠（増山法恵）。

## 影響
日本少女漫畫黎明期大量漫畫家投入少女漫畫創作，一時間校園背景的戀愛喜劇、熱血競技漫畫蔚然成風，作品雖多但風格漸趨單調。60年代末，24年組的諸位漫畫家進入職業漫畫界，她們認為少女漫畫應該有更多可能性，著手創作非當時主流題材的少女漫畫，如竹宮惠子的奔向地球係科幻題材，萩尾望都的波族傳奇描述吸血鬼少年間的唯美情愫，為少女漫畫帶來更多元的面貌，並開啟了BL這一全新的漫畫題材。

## 名錄
- 大島弓子（昭和22年生）
- 山岸子（昭和22年生）
- 青池保子（昭和23年生）
- 木原敏江（昭和23年生）
- 萩尾望都（昭和24年生）
- 樹村穗（昭和24年生）
- 山田美根子（昭和24年生）
- 竹宮惠子（昭和25年生）
- 笹谷七重子（昭和25年生）

## 後24年組
部分稍晚於24年組出道的漫畫家，因為與24年組的漫畫家有淵源且作品風格類似，被稱為「後24年組」（ポスト24年組）。
名單有：
- 伊東愛子（昭和27年生）
- 佐藤史生（昭和27年生）
- 水樹和佳子（昭和28年生）
- 坂田靖子（昭和28年生）
- 花郁悠紀子（昭和29年生）
- 櫻澤未知（昭和29年生）